# Wilbur De Paris
Wilbur De Paris, född den 11 januari 1900 i Crawfordsville, Indiana, död den 3 januari 1973 i New York, var en amerikansk jazztrombonist och bandledare.  Han var äldre bror till Sidney De Paris. Han spelade med bland andra Louis Armstrong och Sidney Bechet.